# یورکوو (استان اشوی‌داشکسیه)
یورکوو (به لهستانی: Jurków) یک منطقهٔ مسکونی در لهستان است که در گمینا ویشلیتسا واقع شده‌است. یورکوو ۵۹۰ نفر جمعیت دارد.